# Don DeLillo
Don DeLillo (ur. 20 listopada 1936 w Nowym Jorku) – amerykański pisarz. Obok Thomasa Pynchona i Johna Bartha, jeden z przedstawicieli amerykańskiego postmodernizmu, pisze głównie powieści, ale i eseje, opowiadania i sztuki teatralne. 
Urodził się i wychował na nowojorskim Bronksie w rodzinie włoskich imigrantów (do pochodzenia pisarza odnoszą się wątki w Podziemiach). Ukończył Fordham University. Od 1975 roku jego żoną jest Barbara Bennett.
W roku 1999 DeLillo otrzymał Jerusalem Prize. W 1985 jego powieść Biały szum uhonorowana została prestiżową National Book Award.
Jego powieści traktują o stanie społeczeństwa amerykańskiego i procesom, jakim podlega jednostka we współczesnym świecie (np. Biały szum, Gracze, Mao II). W powieści Libra podjął się rekonstrukcji biografii Lee Harveya Oswalda, domniemanego sprawcy śmierci prezydenta Johna F. Kennedy’ego. Biorąc pod uwagę biegłość w operowaniu materią historyczną przy tworzeniu świata przedstawionego, powieść tę porównuje się do dzieł Thomasa Pynchona. DeLillo nieobce są problemy dotyczące ery informacji, paranoiczna otoczka rzeczywistości staje się zjawiskiem centralnym dla wielu jego powieści (Podziemia, Pies łańcuchowy, The Names). 
Przez krytyka literackiego Harolda Blooma zaliczony został do czwórki wielkich amerykańskich powieściopisarzy naszych czasów, obok Thomasa Pynchona, Philipa Rotha oraz Cormaca McCarthy’ego.
Amerykańscy pisarze młodego pokolenia (tacy jak Bret Easton Ellis, Jonathan Franzen i David Foster Wallace) powołują się na DeLillo jako na źródło inspiracji. James Ellroy podaje, że Libra Dona DeLillo była jednym z bodźców do napisania dalece bardziej szczegółowego fikcyjnego opisu zdarzeń towarzyszących śmierci Kennedy’ego – tj. tryptyku Underworld USA. 

## Twórczość

### Powieści
- Americana (1971) – (wyd. polskie: Americana, Noir sur Blanc, 2014)
- End Zone (1972) – (wyd. polskie: Mecz o wszystko, Noir sur Blanc, 2013)
- Great Jones Street (1973) – (wyd. polskie: Great Jones Street, Noir sur Blanc, 2018)
- Ratner's Star (1976) – (wyd. polskie: Gwiazda Ratnera, Noir sur Blanc, 2015)
- Players (1977) – (wyd. polskie: Gracze; tłum. Michał Kłobukowski, Noir sur Blanc, 2008)
- Running Dog (1978) – (wyd. polskie: Pies łańcuchowy, Świat Książki, 1999)
- Amazons (1980) (pod pseudonimem „Cleo Birdwell”)
- The Names (1982) – (wyd. polskie: Nazwy, Noir sur Blanc, 2012)
- White Noise (1985) – (wyd. polskie: Biały szum, Rebis, 1997 - seria Salamandra; Noir sur Blanc, 2023)
- Libra (1988) – (wyd. polskie: Libra, Noir sur Blanc, 2007)
- Mao II (1991) – (wyd. polskie: Mao II, Noir sur Blanc, 2010)
- Underworld (1997) – (wyd. polskie: Podziemia; tłum. Michał Kłobukowski, Rebis, 2000 - seria Mistrzowie Literatury; Libros, 2001 - seria Klasyka Współczesności)
- The Body Artist (2001) – (wyd. polskie: Performerka, Noir sur Blanc, 2009)
- Cosmopolis (2003) – (wyd. polskie: Cosmopolis, tłum. Michał Kłobukowski, Noir sur Blanc, 2005)
- The Falling Man (2007) – (wyd. polskie Spadając, Noir sur Blanc, 2009)
- Point Omega (2010) – (wyd. polskie Punkt Omega; tłum. Michał Kłobukowski, Noir sur Blanc, 2011)
- Zero K (2016) – (wyd. polskie Zero K, Noir sur Blanc, 2017)
- The Silence (2020) – (wyd. polskie Cisza, Noir sur Blanc, 2022)

### Opowiadania
- The Angel Esmeralda: Nine Stories (2011) – (wyd. polskie Anioł Esmeralda: Dziewięć opowiadań, Noir sur Blanc, 2013)

### Sztuki teatralne
- The Day Room (wystawiona 1986)
- Valparaiso (wystawiona 1999)
- Love-Lies-Bleeding (wystawiona 2006)

### Scenariusze filmowe
- Game 6  (2005)